# Eneos Holdings
Eneos Holdings, anciennement JX Holdings, est une entreprise pétrolière et minière japonaise. Elle est notamment un important producteur de cuivre.

## Histoire
Elle est issue de la fusion entre Nippon Oil et Nippon Mining, faite  entre octobre 2009 et avril 2010.
En octobre 2021, Eneos Holdings annonce l'acquisition de Japan Renewable Energy, entreprise japonaise ayant près de 700 MW de capacité provenant d'énergie renouvelable, pour 1,8 milliard de dollars. En novembre 2021, Eneos Holdings annonce l'acquisition de la participation de 43 % qu'il ne détient pas dans Nippo Corp, un constructeur japonais de route.